# Aequilumina cavitis
Aequilumina cavitis is een mosdiertjessoort uit de familie van de Metrarabdotosidae. De wetenschappelijke naam van de soort is voor het eerst geldig gepubliceerd in 2002 door Gontar.